# Luksemburg na Zimowych Igrzyskach Olimpijskich 1998
Luksemburg na Zimowych Igrzyskach Olimpijskich 1998 reprezentował 1 zawodnik. Był to szósty start Luksemburgu na zimowych igrzyskach olimpijskich.

## Dyscypliny

### Łyżwiarstwo figurowe

#### Mężczyźni
- Patrick Schmit
  - soliści – 29. miejsce